# Mehmed I.
Mehmed I. (1389. – 26. svibnja 1421.) bio je turski sultan, sin gospe Devlet i sultana Bajazida I.

## Život
Poslije turskog poraza u bitci kod Angore 1402. godine Osmansko Carstvo postaje zahvaćeno građanskim ratom. Kao pobjednik iz njega izlazi Mehmed I. koji najprije sudjeluje u uništavanju vojske brata Ise, a potom i one brata Muse. S ovom drugom pobjedom on 1413. godine postaje jedini preživjeli sin i nasljednik sada već 10 godina mrtvog Bajazida I.
Tijekom svoje kratke samostalne vladavine vodio je prije svega mirovnu politiku s ciljem postepene obnove države. Izuzetak od tog pravila je bilo nekoliko ratnih čarki u Aziji radi obnove tamošnjeg prijašnjeg značaja ovog Carstva.
Pri stupanju na vlast dobio je veliku pomoć od Bizanta u zamjenu za savez što on nikad nije zaboravio nazivajući uvijek tamošnjeg cara svojim ocem. Umro je prirodno u 32. godini života ostavljajući državu svom mladom sinu Muratu II.

## Obitelj
Mehmed je oženio gospe Şehzade, Kumru i Emine. Emine je bila majka Murata II.